# Nouvion-sur-Meuse
Nouvion-sur-Meuse är en kommun i departementet Ardennes i regionen Grand Est (tidigare regionen Champagne-Ardenne) i nordöstra Frankrike. Kommunen ligger  i kantonen Flize som ligger i arrondissementet Charleville-Mézières. År 2022 hade Nouvion-sur-Meuse 2 235 invånare.

## Befolkningsutveckling
Antalet invånare i kommunen Nouvion-sur-Meuse
Referens: INSEE